# (178267) Sarajevo
(178267) Sarajevo est un astéroïde de la ceinture principale.

## Description
(178267) Sarajevo est un astéroïde de la ceinture principale. Il fut découvert le 31 décembre 2007 à La Sagra par l'Observatoire astronomique de Majorque. Il présente une orbite caractérisée par un demi-grand axe de 3,11 UA, une excentricité de 0,13 et une inclinaison de 21,0° par rapport à l'écliptique.

## Compléments